# Torre de la Serra
La Torre de la Serra és un edifici del municipi de Sant Pere de Ribes (Garraf) declarada bé cultural d'interès nacional.

## Descripció
La masia de La Serra està situada en un serrat que s'alça a la part de ponent del terme municipal de Sant Pere de Ribes.
A l'angle sud-est del conjunt s'eleva una torre de defensa de planta quadrangular unida a la resta de dependències del conjunt, entre les quals és especialment remarcable el celler. La masia està formada per diverses construccions destinades a habitatge i a dependències agrícoles. L'edifici principal és de planta baixa i pis, amb coberta de teula. La façana, presenta una porta d'accés adovellada d'arc escarser i diverses obertures rectangulars.

## Història
L'origen de la masia se situa a l'edat mitjana. El nom Sasserra apareix associat a una propietat al segle xii i a una família establerta a la zona cap a la finals del segle xiii. Les referències a la construcció comencen al segle xvi, quan era propietària la família dels Roig de la Serra i al realitzar obres d'ampliació de la casa, van afegir la torre.
Els Roig s'han mantingut com a propietaris de la Serra fins a l'actualitat i al llarg del temps, s'han succeït els processos d'engrandiment i de modificacions en el conjunt. Una inscripció a la façana informa d'una d'elles, realitzada l'any 1806.